# Церква святого Юрія Переможця (Катеринівка)
Церква святого Юрія Переможця — чинна дерев'яна церква у селі Катеринівка у Кременецькій міській громаді Кременецькому районі Тернопільської області. Парафія належить до Кременецького благочиння Тернопільської єпархії Православної церкви України. Престольне свято — 23 квітня.

## Розташування
Церква знаходиться у південній частині села Катеринівки, в кінці вулиці, неподалік від сільського цвинтаря.

## Історія
Відомо, що у 1787 році в селі збудували нову церкву Святого Апостола Івана Богослова, за кошти парафіян. Ця церква була цегляна в дерев'яній основі церква, з дерев'яною дзвіницею. 
У 1924-1930 роках на місці попередньої громадою була збудована нова дерев'яна церква, яка збереглася до тепер.

### Перехід з УПЦ (МП) в УПЦ (КП)
Однією з причин, що спонукала до переходу парафіян села у юрисдикцію Української православної церкви Київського патріархату, була відмова священика УПЦ Московського патріархату читати Апостол та деякі інші молитви українською.
Більшість парафіян Катеринівки, 148 за, 92 — проти, з тих хто брав участь у опитуванні, вирішили перейти у юрисдикцію Української православної церкви Київського патріархату.
2 вересня 2015 року голова Тернопільської ОДА підписав розпорядження про реєстрацію у селі Катеринівка громади Української православної церкви Київського патріархату.
Між двома конфесіями було озгоджено рішення про почергове богослужіння у церкві. Московський патріархат проводить богослужіння до 12 години, Київський — після 12 години дня. Проте парафіяни Московського патріархату, меншість вірнуючих села, не допускала парафіян Київського Патріархату, більшість вірнуючих села, до церкви, тим самим порушивши домовленості. Усі намагання громади Київського патріархату вирішити конфлікт мирно не принесли результату. Прихильники Московського патріархату захопили церкву, і парафіяни Київського патріархату проводили богослужіння під церквою.
21 вересня 2015 року парафіяни Київського патріархату зайняли церкву, оскільки побоювались, що прихильники Московського патріархату знову замкнуть церкву та не допустять їх до богослужіння у ній. Надвечер цього ж дня протистояння через церкву між громадами Московського та Київського патріархатів у селі Катеринівка переросло у штовханину та бійку, оскільки до парафіян Московського патріархату прибуло «підкріплення» —  близько 200 осіб не місцевих, серед яких були й неповнолітні семінаристи Московського патріархату. Ті, хто приїхали на підтримку УПЦ (МП) пішли лавою на церкву, але правоохоронці відтіснили нападників. Під час сутички потерпіли 20 прихильників УПЦ (МП) та троє правоохоронців. За даним фактом було розпочато кримінальне провадження за частиною 2 статті 345 Кримінального Кодексу України — «погроза або насильство щодо працівника правоохоронного органу». Санкція статті передбачає покарання у вигляді обмеження волі на строк до п'яти років або позбавлення волі на той самий строк.
Конфлікт навколо церкви в Катеринівці використала Росія у Варшаві під час наради ОБСЄ, де заявила про нібито порушень прав віруючих в Україні. Тим самим вона намагалася перекрити весь негатив, пов'язаний із її діяльністю в окупованому Криму та Донбасі.
11 березня  2025 року сталася пожежа в дерев'яній церкві. Повідомлення про загоряння надійшло до рятувальників о 08:58. Вогонь швидко поширився, і на момент прибуття перших підрозділів площа займання сягала приблизно 250 м². Для гасіння залучили три автоцистерни та автодрабину. Збір коштів на відбудову знищеної пожежею церкви оголосив настоятель храму, отець Андрій Ткач.

## Архітектура
Церква дерев'яна, одноверха, невеликих розмірів, на кам'яному фундаменті, хрещата у плані з вкороченими бічними раменами. 
З півночі до нави є додатковий вхід. До вівтаря з півдня прибудована ризниця, західний фасад церкви завершує дерев'яна двоярусна дзвіниця, трішки вища від восьмерика нави.